# Strokestown
Strokestown (irisch Béal na mBuillí) ist eine irische Stadt im Norden des County Roscommon. Sie liegt an der Nationalstraße N5, die von Longford nach Sligo im Nordwesten des Landes führt (vorher als N4 von Dublin nach Longford). Bei der Volkszählung 2022 lebten hier 850 Einwohner.

## Name
Ursprünglich war der Name  Béal Atha na mBuillí. Er wurde in den 1990er Jahren zur jetzigen kürzeren Form geändert, damit er auf die Verkehrsschilder passt. Im englischen wurde Strokestown auch in Anlehnung an den irischen Namen  Bellanamully oder  Bellanamullia genannt.
Die Übersetzung des Namens bedeutet sinngemäß Mündung der Furt der Schläge. Dabei gibt es die Versionen, dass sich die Schläge auf historische Schlachten von Clans ableiten, aber auch, vom Gebrauch von Werkzeugen in der Landwirtschaft.

## Geschichte
Die Geschichte von Stokestown wurde für etwa 200 Jahre von der Mahon-Familie bestimmt, die hier die Grundbesitzer waren. Aus dieser Zeit stammt auch das eindrucksvolle Strokestown-Haus.
Während der Großen Hungersnot Mitte der 1840er Jahre wurden die hungernden Pächter von dem gepachteten Land vertrieben. Deshalb ermordeten Einheimische am 2. November 1845 den Major Denis Mahon; eine Tat, die weit über die nähere Umgebung Beachtung fand.
Insgesamt wurden in dieser Zeit circa 11.000 Menschen von dem Land vertrieben.
Das Herrenhaus wurde 1982 von den Mahons aufgegeben. Es beherbergt heute das nationale Museum zur Hungersnot (National Famine Museum).

## Persönlichkeiten
- Hugh Gibbons (1916–2007), Arzt und Politiker
- Eugene Murphy (* 1965), Politiker